# Вемайер, Шарне
Шарне́ Вема́йер (в замужестве — Бэйли) (англ. Sharné Wehmeyer (Bailey), 11 апреля 1980, Порт-Элизабет, ЮАР) — южноафриканская хоккеистка (хоккей на траве), полевой игрок.

## Биография
Шарне Вемайер родилась 11 апреля 1980 года в южноафриканском городе Порт-Элизабет.

### Игровая карьера
Играла в хоккей на траве за «Пайретс» из Йоханнесбурга.
В 2003 году в составе сборной ЮАР завоевала золотую медаль хоккейного турнира Всеафриканских игр в Абудже.
В 2004 году вошла в состав сборной ЮАР по хоккею на траве на летних Олимпийских играх в Сиднее, занявшей 9-е место. Играла в поле, провела 5 матчей, забила 1 мяч в ворота сборной Германии.
В 2005 году стала серебряным призёром Вызова чемпионов, проходившего в Верджиния-Бич.
Участвовала в двух чемпионатах мира: в 2002 и 2006 годах. На турнире 2002 года забила 1 мяч. В 2006 году участвовала в хоккейном турнире Игр Содружества.
В течение карьеры провела за сборную ЮАР 117 матчей.

### Медицинская карьера
После окончания игровой карьеры занимается медициной. В 2002 году получила степень физиотерапевта в университете Витватерсранда, работала в области педиатрии, хирургии, ортопедии, спортивной терапии. В 2007 году получила сертификат по ортопедической терапии. С 2008 года открыла собственную фирму, в которой занимается ортопедией, спортивной реабилитацией и профилактикой.